# 馬毓寶

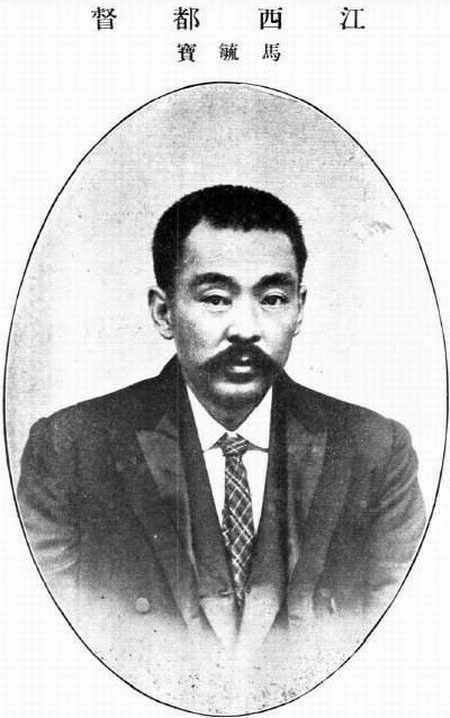

馬毓寶（1864年—1933年2月1日），字元良、孝先，安徽蒙城馬圩人，中华民国军事将领，毅军统领马金叙之子。

## 生平
1908年（光緒34年），馬毓寶毕业于北洋陸軍大学正則班第1期。后来升任陸軍第二十七混成协第五十三标標統。辛亥革命时，他在江西九江起义，任九江都督。后来他被拥立为江西都督。后来，馬毓寶因不接受孙中山委派的熊樾山到内务部任职，受革命党人排挤，于1912年（民国元年）1月辞任。此后，馬毓寶曾任北京政府大总統顧問。1912年10月17日，获授陸軍中將並加上將銜。1922年9月14日，获将军府授為寶威將軍。国民政府时期，馬毓寶曾任参軍处参軍。
1933年（民国22年）2月1日，馬毓寶逝世。享年70岁。其遗体歸葬老家蒙城。